# Friedrich Seiler (Politiker)
Friedrich Seiler (* 28. Februar 1808 in Bönigen; † 17. Januar 1883 in Interlaken) war ein Schweizer Politiker, Hotelier und Industrieller. Von 1848 bis 1851 und von 1863 bis zu seinem Tod gehörte er dem Nationalrat an.

## Biografie
Der Sohn eines Gastwirts führte in Aarmühle, wie Interlaken bis 1891 hiess, die Pension Jungfrau. Er vertrat radikalliberale Ansichten und wurde 1837 in den Grossen Rat des Kantons Bern gewählt, dem er bis 1841 und erneut von 1843 bis 1846 angehörte. Im März 1845 nahm er am zweiten Freischarenzug nach Luzern teil. Die radikale Kantonsregierung ernannte Seiler 1846 zum Regierungsstatthalter des Amtsbezirks Interlaken. Vier Jahre später wurde er von der neuen konservativen Regierung abgesetzt, da er während seiner Amtszeit die Rechnungskontrolle vernachlässigt und bei einigen Verurteilten die Haftstrafen nie vollzogen hatte. Seine Absetzung führte im Januar 1851 zu Ausschreitungen zwischen Radikalen vom Bödeli und Konservativen aus Grindelwald.
Im Oktober 1848 kandidierte Seiler bei den ersten Nationalratswahlen und wurde im Wahlkreis Oberland gewählt. Drei Jahre später trat er zurück, um sich auf seine geschäftlichen Aktivitäten zu konzentrieren. 1850 gründete er zusammen mit Albrecht Weyermann eine Parkettfabrik und leitete von 1852 bis 1863 deren Filiale in Paris. Ausserdem gründete er eine Streichholzfabrik und eine Ziegelei. 1856 verkaufte er die Pension Victoria, die später zum heutigen Grand Hotel Victoria-Jungfrau ausgebaut wurde. 1863 zog er erneut in den Nationalrat ein und gehörte diesem weitere zwanzig Jahre lang an.
Seiler förderte den Tourismus in der Region Interlaken nach Kräften. So unterstützte er den Bau der Brünigbahn und der Bödelibahn. 1869 schlug er vor, von Lauterbrunnen aus eine pneumatische Bahn zum Rottal am Fusse der Jungfrau zu bauen, von wo aus ein gesicherter Weg zum Gipfel führen sollte. Diese Idee war nicht ganz uneigennützig, denn Christian Seiler, seit 1842 Besitzer von Hotels auf der Kleinen Scheidegg, war mit ihm verwandt. Das Projekt einer Jungfraubahn wurde erst in den 1890er Jahren wieder aufgegriffen und schliesslich 1912 vollendet.